# Rhabinopteryx
Rhabinopteryx is een geslacht van vlinders van de familie uilen (Noctuidae), uit de onderfamilie Hadeninae.

## Soorten
- R. subtilis (Mabille, 1888)
- R. turanica Erschoff, 1874